# Hugo Fregonese
Hugo Fregonese (* 8. April 1908 in Mendoza; † 17. Januar 1987 in Buenos Aires) war ein argentinischer Filmregisseur.

## Leben
Fregonese arbeitete in Buenos Aires als Sportjournalist und kam 1935 in die Vereinigten Staaten, wo er an der Columbia University studierte. In Los Angeles betätigte er sich als Berater bei Filmproduktionen mit lateinamerikanischem Hintergrund. Ab 1938 lebte er wieder in Buenos Aires. Bei argentinischen Filmproduktionen fungierte er als Filmeditor, Regieassistent und Kurzfilmregisseur.
Fregonese führte von 1944 bis 1975 Regie in zahlreichen B-Western Hollywoods. In Deutschland drehte er den Karl-May-Film Old Shatterhand und Die Todesstrahlen des Dr. Mabuse.
Aus seiner Ehe mit der Schauspielerin Faith Domergue gingen zwei Kinder hervor.

## Filmografie (Auswahl)

### Regie
- 1945: Karawane zur Hölle (Pampa bárbara)
- 1946: Donde mueren las palabras
- 1949: Dämon Geld (Apenas un delincuente)
- 1949: De hombre a hombre
- 1950: One Way Street
- 1950: Ohne Gesetz (Saddle Tramp)
- 1951: Trommeln des Todes (Apache Drums)
- 1951: Das Zeichen des Verräters (Mark of the Renegade)
- 1952: My Six Convicts
- 1952: Der Tag der Vergeltung (Untamed Frontier)
- 1953: Boccaccios große Liebe (Decameron Nights)
- 1953: Wilde Glut (Blowing Wild)
- 1953: Der unheimliche Untermieter (Man in the Attic)
- 1954: Unter zwei Flaggen (The Raid)
- 1954: Schwarzer Freitag (Black Tuesday)
- 1956: Der Narr und die Tänzerin  (I girovaghi)
- 1957: La spada imbattibile
- 1957: Seven Thunders
- 1958: Die Pranke des Tigers (Harry Black)
- 1962: Marco Polo
- 1964: Die Todesstrahlen des Dr. Mabuse
- 1964: Old Shatterhand
- 1964: Operation Baalbeck (Un aereo per Baalbeck)
- 1965: Die Verfluchten der Pampas (Pampa salvaje)
- 1970: Dracula jagt Frankenstein (Los monstruos del terror)
- 1973: La malavida
- 1975: Más allá del sol

### Produktion
- 1968: Ringo! Such dir einen Platz zum Sterben! (Joe… cercati un posto per morire!) (auch Drehbuch-Koautor)